# Жье-сюр-Сен
Жье-сюр-Сен (фр. Gyé-sur-Seine) — коммуна во Франции, находится в регионе Шампань — Арденны. Департамент — Об. Входит в состав кантона Мюсси-сюр-Сен. Округ коммуны — Труа.
Код INSEE коммуны — 10170.
Коммуна расположена приблизительно в 180 км к юго-востоку от Парижа, в 105 км южнее Шалон-ан-Шампани, в 40 км к юго-востоку от Труа.

## Население
В 2016 году в коммуне проживало 495 жителей.
| 1962 | 1968 | 1975 | 1982 | 1990 | 1999 | 2008 |
| ---- | ---- | ---- | ---- | ---- | ---- | ---- |
| 576  | 513  | 470  | 489  | 485  | 513  | 521  |

## Экономика

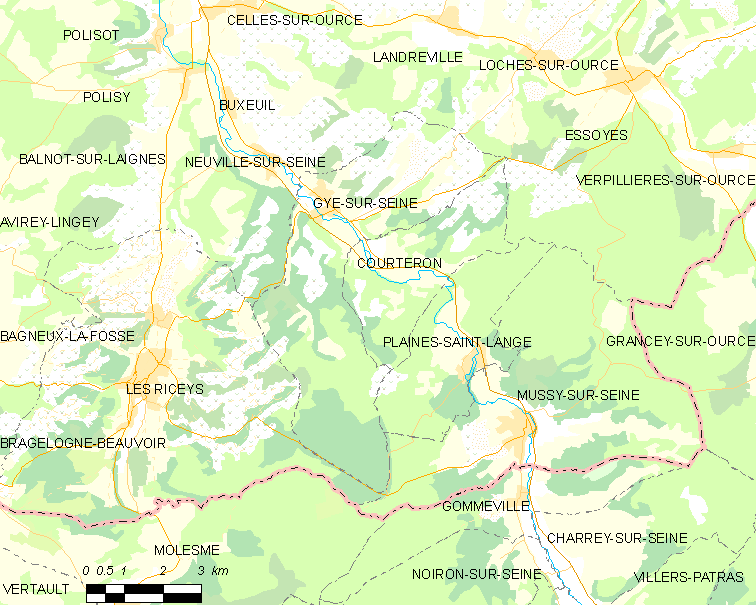
Карта коммуны

В 2007 году среди 331 человека в трудоспособном возрасте (15—64 лет) 248 были экономически активными, 83 — неактивными (показатель активности — 74,9 %, в 1999 году было 74,0 %). Из 248 активных работали 230 человек (137 мужчин и 93 женщины), безработных было 18 (9 мужчин и 9 женщин). Среди 83 неактивных 20 человек были учениками или студентами, 32 — пенсионерами, 31 были неактивными по другим причинам.